# 翟本喬
翟本喬（英語：Ben Jai，1966年5月18日—）臺灣工程師，無黨籍政治人物。現任民眾黨國家治理學院主任。出生於台北市，台灣大學數學系學士，紐約大學電腦科學系博士。美斯潔股份有限公司及和沛科技股份有限公司創辦人。曾經工作於貝爾實驗室、Google公司、台達電雲端相關部門。

## 生平

### 早年
翟本喬高中就讀建國高級中學，高三時參加全國科展得到名次，因而保送臺灣大學數學系，大二時參與規劃臺南市電腦交通號誌控制系統，並於1989年建置於臺北市。後赴美國紐約大學攻讀博士。

### 事業
博士畢業後進入貝爾實驗室，2003年轉入Google公司。
返臺後，從事雲端相關技術，進入台達電創立雲端技術中心，與臺灣大學、清華大學、交通大學開辦產學合作計劃；並與法人機構工研院及資策會建立合作關係。
2013年，離開台達電自行創設和沛科技，擔任CEO，公司業務專注於「企業雲端儲存」解決方案；在洪仲丘事件中，推出「臺灣蒐證雲」。
2016年成立美斯潔股份有限公司。
2017年1月，和沛科技大規模裁員，翟本喬也在周刊訪談自述「不是一個好的管理者和執行者，而且外務太多」。隔年5月，和沛科技大幅減資99.99%，實收資本額由8600萬元減為1元。

### 參與政治

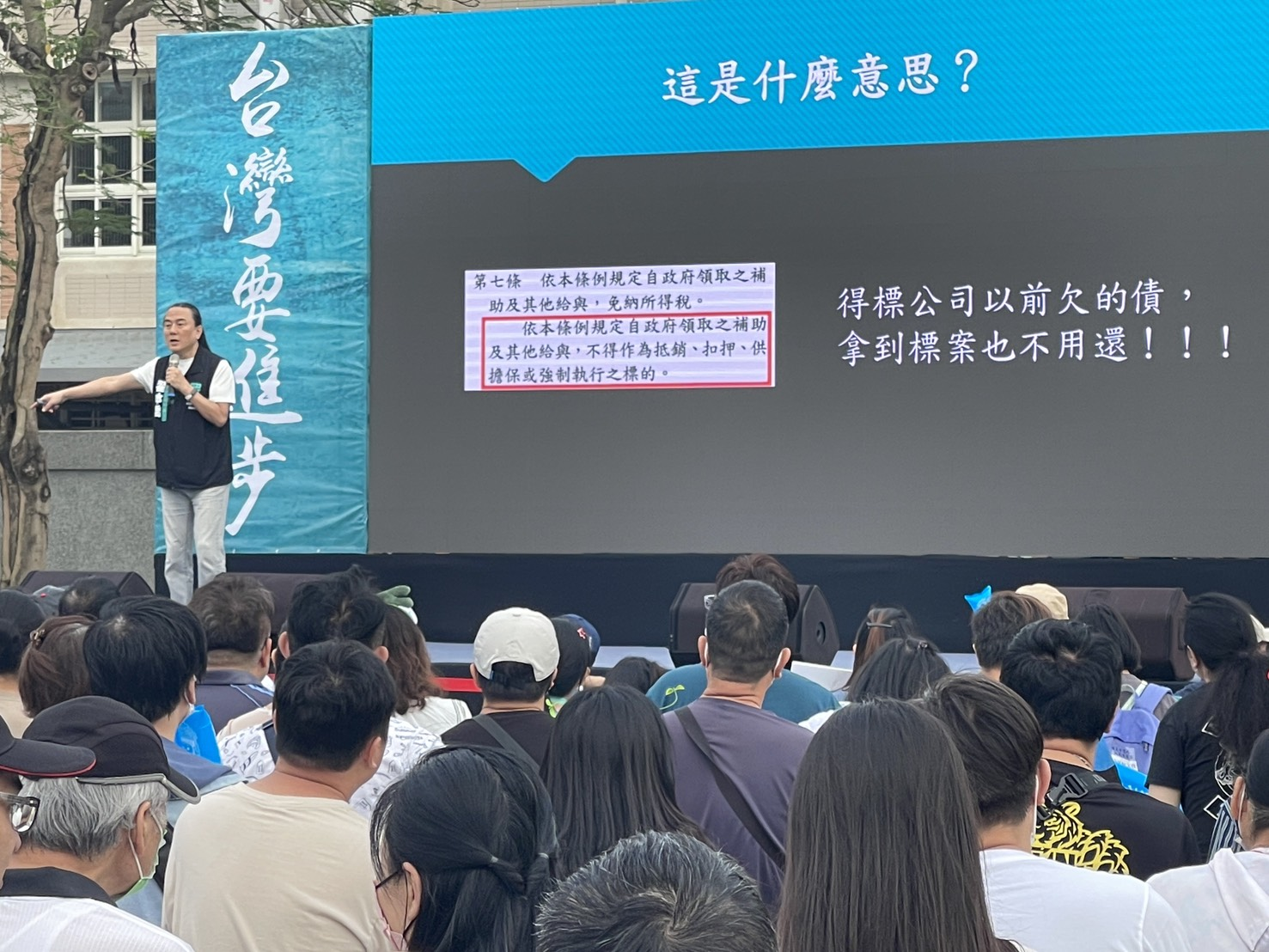
人民要當家桃園場上台演講

2014年11月，出任臺北市市長候選人柯文哲「智慧城市委員會」顧問。 
2019年11月，加入時代力量，位列不分區立法委員名單第五位，未能當選。
2021年4月，退出時代力量。
2022年，在臺北市長選舉期間擔任候選人黃珊珊的競選團隊策略長（總幹事）。
2025年2月，民眾黨公布黨中央主管名單，黨主席黃國昌邀請翟本喬無給職擔任國家治理學院主任。

## 爭議

### 雙重國籍
2019年11月，翟本喬成為時代力量不分區立法委員候選人，在其交給中選會的資料中，國籍上寫著中華民國及美國，擁有雙重國籍，被質疑違反時代力量的《2020政黨比例代表立法委員提名辦法》。對此，時代力量秘書長吳佩芸指出，翟本喬有事先告知，但因為時間太趕，才先行提名，翟也承諾會放棄美國國籍。翟本喬在12月自稱已送出申請，正在等待結果。

### 發文調侃「品學戀」
2020年9月，立委賴品妤和苗栗縣議員曾玟學的戀情曝光，翟本喬因而在臉書發文，該文被認為是在開低級的性玩笑，引發網友砲轟。翟本喬最後刪文道歉，表示自己有失格調。

### 捐PTT設備
2014年，有人質疑PTT不應該使用台大的資源，翟本喬因而發下豪語表示要多少主機、機房、頻寬他都捐。2023年9月，四叉貓表示其實翟本喬最後並沒有捐，而翟本喬回應，不是他不捐，是PTT不能收。

## 出版品

### 書籍
| 出版时间     | 书名                                                             | 作者       | 出版社   | ISBN               |
| 2015年6月4日 | 《創新是一種態度：翟本喬透視問題、勇於突破的思考模式和勝出策略》 | 翟本喬／著 | 商周出版 | ISBN 9789862727898 |

## 家庭背景
- 母親是家庭主婦。外祖母和母親都是在馬公市草蓆仔尾長大的居民。[16]

## 外部連結
- 翟本喬的Facebook專頁